# Trochalus carinatus
Trochalus carinatus är en skalbaggsart som beskrevs av Gyllenhall 1817. Trochalus carinatus ingår i släktet Trochalus och familjen Melolonthidae. Inga underarter finns listade i Catalogue of Life.